# ビーチクラフト バロン
ビーチクラフト バロン
- 用途：軽飛行機
- 製造者：ビーチクラフト（現ホーカー・ビーチクラフト）
- 運用者：多数の個人ユーザー、事業者、政府機関
- 初飛行：1960年2月29日

ビーチクラフト バロン(Beechcraft Baron) はビーチ・エアクラフト社が開発した双発レシプロ軽飛行機。

## 概要
モデル95 トラベルエアの発展型として開発された機体で、試作型であるモデル95-55の初飛行は1960年2月29日。トラベルエアとの大きな違いは、エンジンを強化した点と、後退角付きの垂直尾翼を装備した点である。バロンは双発軽飛行機として最も成功したものの1つであり、各国の軍隊や航空会社などでも練習機や連絡機として使用されている。高速で丈夫な造りと信頼性に富んだ設計は現在でも評価が高く、半世紀以上に渡って生産が続けられている。

## 派生型

### モデル55 バロン

バロンB55

モデル55（1961年）
最初の量産型。エンジンはコンチネンタル製IO-470-L(260hp)を搭載。190機生産。
モデルA55（1962年）
オプションで6人目の座席を設けられるようになり、最大離陸重量も増加。309機生産。
モデルB55（1964年）
機首が延長されて手荷物区画が増え、定速完全フェザリング可能型プロペラを装備。アメリカ陸軍でも計器飛行用の練習機としてT-42A コーチーズ(Cochise)の名称で採用されている。1,851機生産。
モデルC55（1965年）
IO-520-C(285hp)エンジン搭載、胴体及び水平尾翼幅を延長、一枚型の風防の採用。これ以降のモデル55シリーズは大出力型としてモデルB55と並行して生産された。265機生産。
モデルD55（1968年）
モデルC55の改良型。6座席仕様で、三翅プロペラの採用、フラップの改良などを行った。316機生産。
モデルE55（1970年）
モデルD55とほぼ同様だが、諸装置や外装面で若干の改良を加えていた。434機生産。

### モデル56TC ターボ・バロン
ビーチクラフトは1967年にビーチクラフト デュークの開発を始めた。デュークはセスナ320スカイナイトと競合することになり、デュークのエンジン、ライカミングTIO-541-E1A4（380hp）を使用することになり、経験を積みたかった。そこで、 C55バロンに取り付けられ56TC ターボ・バロンとなった。初期のキングエアに匹敵する最速の巡航速度（457km/h）を持つビーチクラフト機だったが、エンジンの馬力が大きくなったのと同時に騒音もかなり大きなものとなった。

モデル56TC（1967年）
ターボチャージャー付きのライカミング製TIO-541-E1B4(380hp)エンジンを搭載し、当時の市場で最も高速の双発レシプロ機となった。燃料容量と最大離陸重量も増加している。1967年での価格は89,950ドル。82機生産。
モデルA56TC（1970年）
燃料容量を増加した点以外はモデル56TCとほぼ同じ。1970年での価格は101,750ドル。11機生産。

### モデル58 バロン
モデル58（1969年）
モデル36ボナンザの6人乗り胴体とモデルE55の主翼・エンジンを組み合わせたもので、片側4窓の胴体と右側の貨客兼用大型二重ドアで容易に見分けることができる。エンジンは後にIO-550-C(300hp)となり、燃料容量もオプションの翼端タンクにより増やせるようになった。生産数は2,700機以上。
モデルG58（2005年）
現在生産中。アビオニクスに複合的グラスコックピットであるガーミンG1000を搭載。

### モデル58P プレッシャライズド・バロン

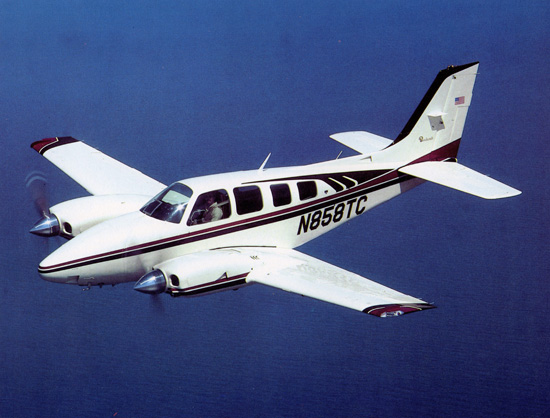
バロン58TC

モデル58P（1976年）
モデル58をベースにターボチャージャー付きTSIO-520-LB1C(310hp)エンジンを搭載し、与圧装備を追加。二重ドアも左側へ移されている。後にエンジンをTSIO-520-WB(320hp)へ変更し、キャビンの与圧差異も改善された。495機生産。
モデル58TC（1976年）
モデル58Pの非与圧型。151機生産。

### ターボプロップ型
SFERMA SF-60 マルキ(Marquis)
チュルボメカ製アスタゾウ(328kW)ターボプロップエンジンを搭載した機体。フランスで少数が生産された。
ターボ・スター・バロン(Turbo Star Baron)
アメリカン・ジェット・インダストリーズ社により、アリソン 250-B17(298kW)ターボプロップエンジンを搭載された機体。

## 採用国（軍用）

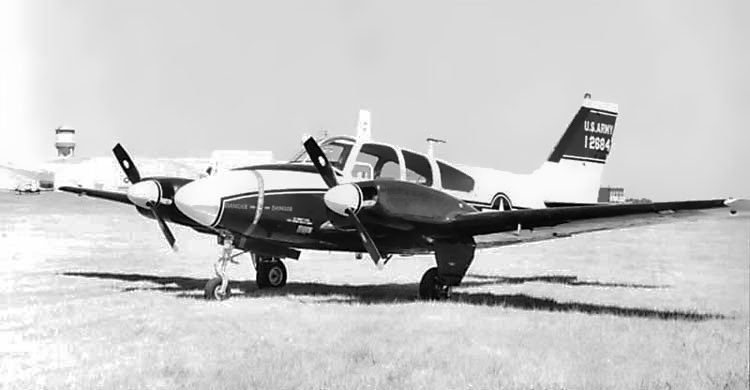
アメリカ陸軍のT-42A コーチーズ

ボリビア
 中央アフリカ
 コロンビア
 チリ
 ハイチ
 メキシコ
 パキスタン
 パラグアイ
パラグアイ空軍 - 2024年時点で、1機のモデル58 バロンを保有。
 ローデシア
 スペイン
 トルコ
 アメリカ合衆国
 ウルグアイ
 ベネズエラ
 ジンバブエ

## スペック（バロン58）
- 全長：9.09 m
- 全幅：11.53 m
- 全高：2.67 m
- 翼面積：18.51 m2
- 空虚重量：1,619 kg
- 最大離陸重量：2,495 kg
- エンジン：テレダイン・コンチネンタル IO-520-C 水平6気筒ピストンエンジン(285hp) × 2
- 最大速度：386 km/h（海面高度）
- 巡航速度：376 km/h（高度5,000 ft）
- 実用上昇限度：6,300 m
- 航続距離：2,917 km
- ペイロード：乗客最大5名
- 乗員：1名